# Alexei Sergejewitsch Bauer
Alexei Sergejewitsch Bauer (russisch Алексей Сергеевич Бауэр; * 25. Mai 1986) ist ein ehemaliger russischer Radrennfahrer.
Alexei Bauer begann seine Karriere 2006 bei dem russischen Continental Team Omnibike Dynamo Moscow. Beim Grand Prix Moskau belegte er in seiner ersten Saison den fünften Platz. Den einzigen Sieg seiner Karriere erzielte er auch in der Saison 2006 mit dem Gewinn der ersten Etappe der Tour du Maroc. Auf der Bahn wurde Bauer mit der russischen Nationalmannschaft beim Bahnrad-Weltcup 2006/2007 in Manchester Zweiter in der Mannschaftsverfolgung. Die Gesamtwertung des Weltcups konnte die russische Mannschaft auch für sich entscheiden.

## Erfolge
2006
- eine Etappe Tour du Maroc

## Teams
- 2006 Omnibike Dynamo Moscow
- 2007–2009 Amore & Vita-Prodir